# Інтерполяційна формула Брамагупти
Інтерполяці́йна фо́рмула Брамагу́пти (англ. Brahmagupata's interpolation formula) — інтерполяційна формула другого поліноміального порядку, уперше записана індійським математиком і астрономом Брамагуптою на початку VII століття.

## Історична довідка
Віршований опис цієї формули на санскриті міститься у додатковій частині «Кхандакхадьяки» — праці, завершеної Брамагуптою у 665 році. Такий же куплет є й у більш ранній праці «Дхьяна-граха-адхикара», точна дата створення якої не встановлена. Однак внутрішній взаємозв'язок робіт дозволяє припустити, що вона була створена раніше від завершеної у 628 році основної праці вченого — «Брахма-спхута-сіддханта», тому час створення інтерполяційної формули другого порядку може бути віднесений до першої чверті VII століття. Брамагупта був першим в історії математики, хто записав і використовував формулу в скінченних різницях другого порядку.
Формула Брамагупти збігається з інтерполяційною формулою другого порядку Ньютона, котра була записана (повторно виведена) через понад тисячу років.

## Задача
Будучи астрономом, Брамагупта був зацікавлений в отриманні точних значень синуса на основі невеликої кількості відомих табульованих значень цієї функції. Отже, перед ним стояла задача знайти величину {\displaystyle f(x)}, {\displaystyle x_{r}<x<x_{r+1}} за наявними у таблиці значеннями функції:
| {\displaystyle x}        | {\displaystyle x_{1}} | {\displaystyle x_{2}} | … | {\displaystyle x_{r}} | {\displaystyle x_{r+1}} | {\displaystyle x_{r+2}} | … | {\displaystyle x_{n}} |
| {\displaystyle f(x_{r})} | {\displaystyle f_{1}} | {\displaystyle f_{2}} | … | {\displaystyle f_{r}} | {\displaystyle f_{r+1}} | {\displaystyle f_{r+2}} | … | {\displaystyle f_{n}} |

За умови, що значення функції обчислені у точках з однаковим кроком {\displaystyle h}, ({\displaystyle x_{r+1}-x_{r}=h} для усіх {\displaystyle r}), Аріабхата запропонував використовувати для розрахунків (табличні) перші скінченні різниці:
{\displaystyle D_{r}=f_{r+1}-f_{r}}
Математики до Брамагупти використовували очевидну формулу лінійної інтерполяції
{\displaystyle f(x)=f_{r}+tD_{r}},
де {\displaystyle t=(x-x_{r})/h}.
Брамагупта замінив у цій формулі {\displaystyle D_{r}} функцією другого порядку від скінченних різниць, що дозволило отримувати точніші значення інтерпольованої функції.

## Алгоритм обчислень Брамагупти
У термінології Брамагупти різниця {\displaystyle D_{r-1}} називається минулий відрізок (गत काण्ड), {\displaystyle D_{r}} називається корисний відрізок (भोग्य काण्ड). Довжина відрізка {\displaystyle x-x_{r}} до точки інтерполювання в мінутах називається обрубком (विकल). Новий вираз, що має замінити {\displaystyle D_{r}} називається правильним корисним відрізком (स्फुट भोग्य काण्ड). Обчислення правильного корисного відрізка описане у куплеті:
Згідно з коментарем Бхуттопали (X століття) вірші перекладаються так:
Помнож обрубок на піврізницю корисного і минулого відрізків та поділи результат на 900. Додай результат до півсуми корисного й минулого відрізків, якщо ця півсума є меншою за корисний відрізок. Якщо є більшою, то відніми. Отримаєш правильну корисну різницю.
900 мінут (15 градусів) — це інтервал {\displaystyle h} між аргументами табличних значень синуса, якими користувався Брамагупта.

## Формула Брамагупти у сучасних позначеннях
У сучасних позначеннях алгоритм обчислень Брамагупти виражається формулами:
{\displaystyle {\begin{aligned}f(x)&=f_{r}+t({\frac {D_{r}+D_{r-1}}{2}}+t{\frac {D_{r}-D_{r-1}}{2}})\\&=f_{r}+t{\frac {D_{r}+D_{r-1}}{2}}+t^{2}{\frac {D_{r}-D_{r-1}}{2}}.\end{aligned}}}
Це інтерполяційна формула Ньютона другого порядку.

## Доведення
Невідомо як Брамагупта отримав цю формулу. В наш час такі формули отримують розкладанням функцій {\displaystyle f(x+kh),k=1,2,...} у ряд Тейлора. Однак довести формулу можна й елементарними методами: після заміни {\displaystyle t=(x-x_{r})/h} формула Брамагупти задає параболу, що проходить через три точки {\displaystyle (x_{r-1},f_{r-1}),(x_{r},f_{r}),(x_{r+1},f_{r+1})}. Для виведення цієї формули достатньо знайти коефіцієнти рівняння цієї параболи за допомогою вирішення системи трьох лінійних рівнянь, що визначаються цими точками.

## Точність формули
Комп'ютерний розрахунок показує, що на основі таблиці із 7-ми значеннями синуса у вузлах з кроком у 15°, Брамагупта міг обчислювати цю функцію с максимальною похибкою не більшою від 0,0012 і середньою похибкою, що не перевищує 0,00042.